# Cakravartin

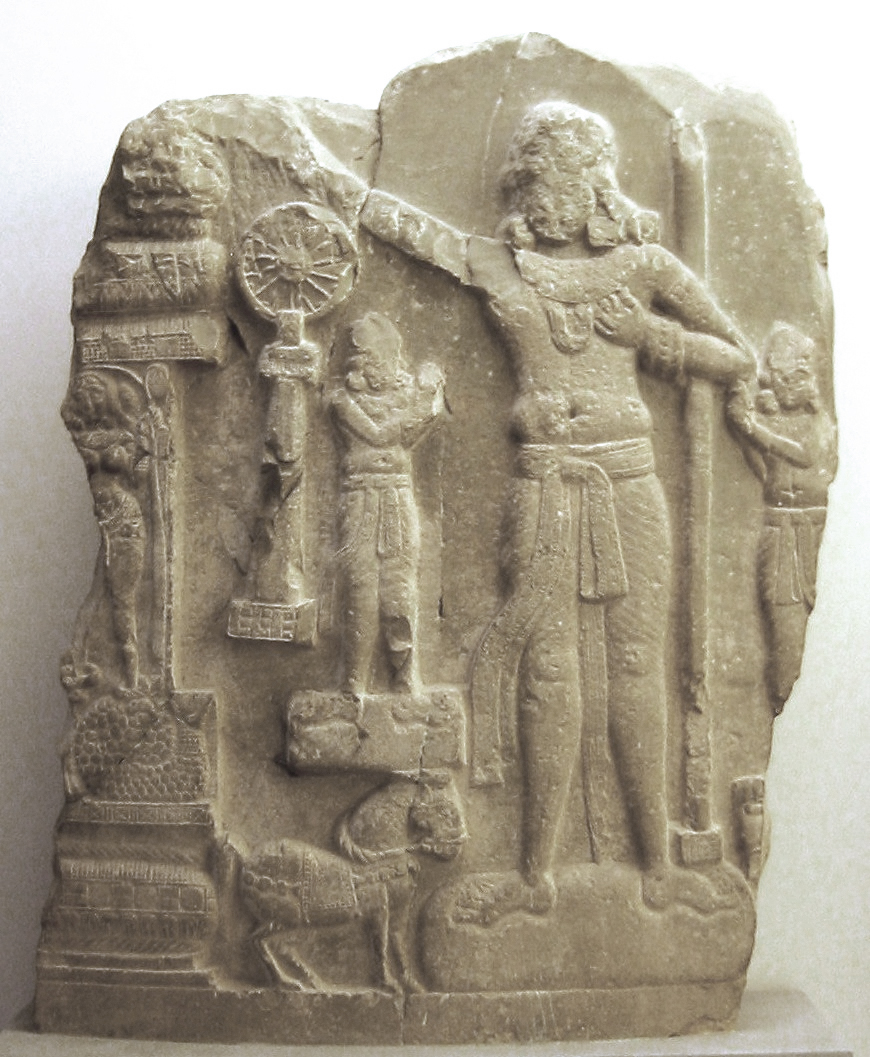
Stele van een cakravartin, mogelijk Asoka de Grote. Amaravati, 1e eeuw v.Chr., Musee Guimet.

Een cakravartin (Sanskriet, Pali: चक्रवर्तिन्, samenstelling van चक्, cakra = wiel, cirkel; वर्तिन्, vartin = draaier; letterlijk: "draaier van het wiel" of "voor wie het wiel draait") is in de geschiedenis en cultuur van Zuid-Azië een titel voor een wereldheerser. Verschillende historische keizers droegen de titel cakravartin. De titel heeft een religieuze betekenis in zowel het hindoeïsme, boeddhisme als jainisme. De cakravartin wordt in religieuze teksten beschreven als een universeel heerser wiens rijk geen grenzen kent. Hij wordt geacht het toonbeeld van een ideale heerser te zijn, die volgens de dharma (de religieuze regels) regeert. Hij ondersteunt de zwakken en zorgt ervoor dat het recht geschiedt.
In de hindoeïstische mythologie worden cakravartins op verschillende manieren genoemd. De Maitrayaniya Upanishad gebruikt de term cakravartin voor heersers die hun macht opgaven om een ascetisch leven te gaan leiden. Verschillende historische vorsten, zoals Chandragupta Maurya, sleten hun laatste dagen inderdaad als asceet. In de Mahabharata worden twaalf mythische cakravartins genoemd. De eerste was Bharata. De officiële Hindi naam van de Republiek India, "Bharat" (Hindi: भारत) is van deze mythologische figuur afgeleid. Verschillende historische dynastieën claimden af te stammen van in de Mahabharata genoemde cakravartins. De Chola's bijvoorbeeld beweerden afstammelingen van Shibi te zijn.
In boeddhistische teksten, zoals de Pali-canon, wordt de cakravartin gelijkgesteld aan de Boeddha, die geacht wordt met zijn eerste lezing in Sarnath het wiel van dharma (de dharmacakra) in beweging te hebben gezet. Historisch zijn er in de Indiase Oudheid en Middeleeuwen verschillende heersers en dynastieën geweest die zich cakravartin lieten noemen.

## Latere heersers
Er waren meerdere concepten die ontleend waren aan het boeddhisme op grond waarvan heersers zich konden profileren. Heersers zoals Taizong
van de Tang-dynastie profileerden zich als de Bodhisattva-Koning, waarbij zij claimden een emanatie van Manjushri, de boddhisattva van de wijsheid te zijn. 
Heersers die zich als een universeel heerser profileerden baseerden zich allen op Asoka, de heerser van het Mauryaanse Rijk in de derde eeuw voor Chr. Hij werd geacht de eerste te zijn die de titel cakravartin zou hebben gehad.  Hedendaagse historici die over dit onderwerp hebben gepubliceerd achten dat zeer onwaarschijnlijk. Zij gaan ervan uit, dat de verhalen en de historie over Asoka als cakravartin zeer veel later zijn gecreëerd  en alleen dienden om de legitimiteit van latere heersers in een indrukwekkende historie van voorgangers als cakravartin te illustreren. Er zijn ook nauwelijks heersers die zich zelf al bij hun leven in een rol als cakravartin profileerden. 

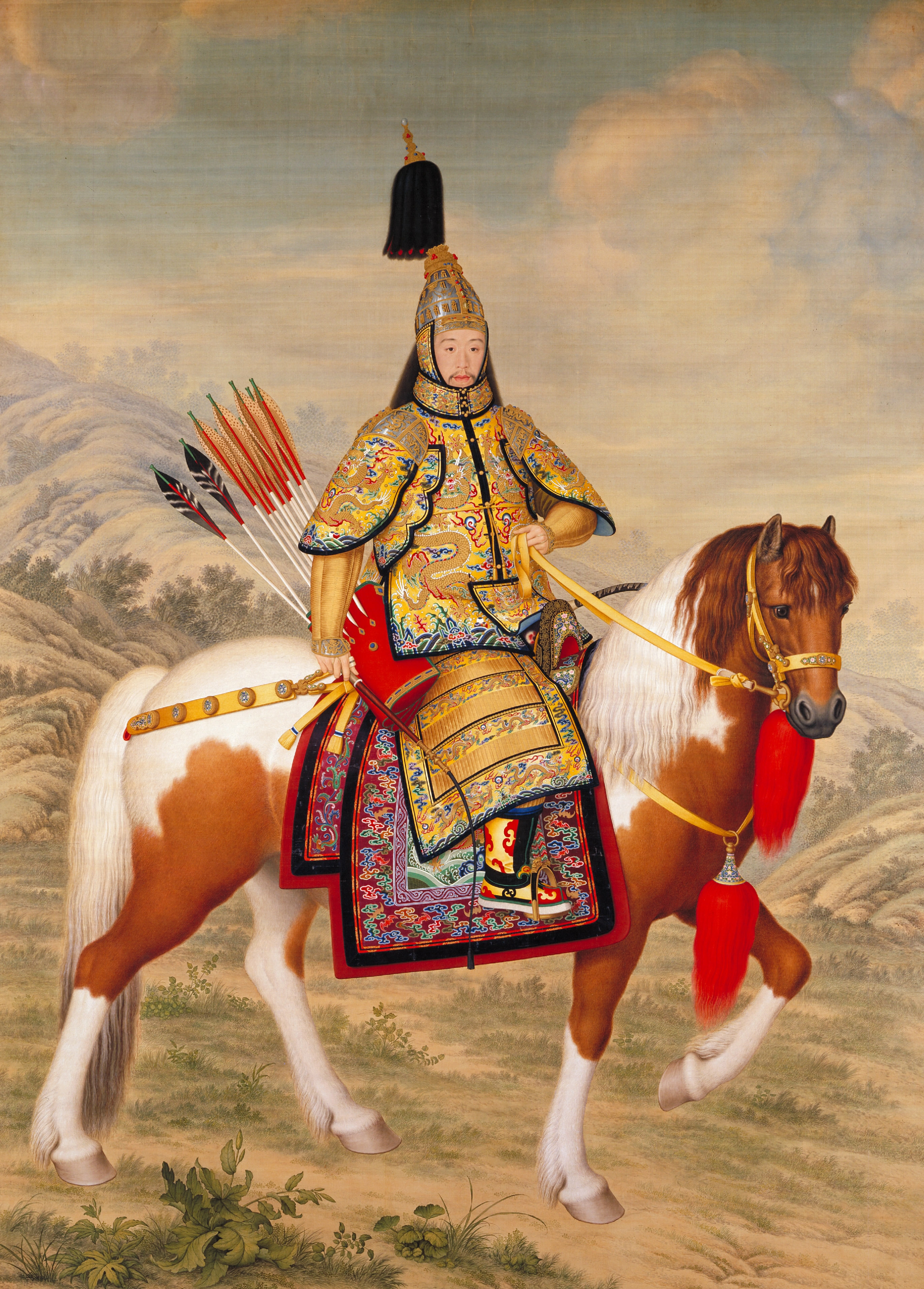
Qianlong schouwt de troepen door Giuseppe Castiglione

De meesten die zich als een universeel heerser trachtten te  profileren gebruikten een andere benaming. Zoals vaak in de geschiedenis van het boeddhisme waren de heersers die ook de meest vrome daden konden verrichten tegelijkertijd in staat tot de grootste wreedheden. Ligdan Khan, de laatste keizer van de Noordelijke Yuan-dynastie,  profileerde zich als een universeel heerser van de Mongolen met als meest gebruikte benaming die van  Heer van de Gaven maar werd door zijn – zelfs voor Mongoolse begrippen van die tijd –  excessieve gewelddaden uiteindelijk door al zijn bondgenoten verlaten. Nurhaci koos voor de benaming  Schitterende Khan die alle volkeren in hun voordeel verenigt  ,
De Chinese keizer Qianlong ( 1711-1799)  was feitelijk de enige die zich zelf als cakravartin profileerde. In zijn periode had het Chinese keizerrijk de grootste omvang ooit bereikt. In dit multi-etnische rijk woonden naast Han ook Mantsjoes, Tibetanen en Mongolen. Voor de Han moest Qianlong de Zoon van de Hemel en in het bezit van het Hemels Mandaat zijn. Voor de Mongolen was hij de Khan van de Khans en voor de Tibetanen de emanatie van de Manjushri. Daarnaast en bovenal was hij echter de cakravartin, de heerser  die als belichaming van dat multi-etnische rijk zelf geen individueel geloof of godsdienst aanhing, maar het  ordenende principe van alle inwoners van het rijk was en de legitimatie van noodzakelijke strengheid en ultieme rechtvaardigheid. 
Qianlong liet zich in die hoedanigheid ook verbeelden in de schilderijen van van Giuseppe Castiglione. In zijn in 1928 geplunderde grafkamer was een muurschildering aanwezig met zijn beeltenis die het  wiel draait .

## Jainisme
Volgens de jainistische kosmologie zullen bij elke halve ronde van het wiel der tijd 62 bijzondere personen leven, waarvan er 12 cakravartins zijn (24 anderen zijn tirthankara's, religieuze leermeesters). Volgens de  jainistische leer zal de chakravartin na zijn dood ofwel in de hel, ofwel in de hemel worden wedergeboren (afhankelijk van of zijn regering goed dan wel slecht was), ofwel het Nirwana bereiken.